# Accord de libre-échange entre l'Inde et Singapour
L'accord de libre-échange entre l'Inde et Singapour est un accord de libre-échange signé le 29 juin 2005 et entré en application le 1er août 2005. L'accord a fait l'objet d'amendement en 2007 et en 2012.